# Ladislav Švanda
Ladislav Švanda (né le 14 février 1959) est un ancien fondeur tchèque.

## Jeux olympiques
- Jeux olympiques d'hiver de 1988 à Calgary  Canada:
  -  Médaille de bronze en relais 4 × 10 km.

## Championnats du monde
- Championnats du monde de ski nordique 1989 à Lahti  Finlande:
  -  Médaille de bronze en relais 4 × 10 km.

## Coupe du monde
- Meilleur classement final: 25e en 1985.
- Meilleur résultat: 7e.